# Fülcsiga
A fülcsiga (Radix auricularia korábban, Lymnaea auricularia) a csigák (Gastropoda) osztályának tüdőscsigák (Pulmonata) rendjébe, ezen belül a mocsári csigák (Lymnaeidae) családjába tartozó faj.

## Előfordulása
A fülcsiga Európában és Ázsiában mindenütt megtalálható, de nem gyakori. Az Amerikai Egyesült Államokba betelepítették ezt a csigafajt.

## Alakjai
A fülcsigának két alakja van:
- Radix auricularia f. tumida (Held, 1836)
- Radix auricularia f. subampla (Ehrmann, 1933)

## Megjelenése
A fülcsiga háza széles fül alakú, tekercse rövid, hegyes, a ház magasságának legfeljebb egyhatod részét teszi ki, vagyis rövidebb, mint a szájadék. Az utolsó kanyarulat nagy és fül alakúan erősen kiöblösödött; a szájadék szegélye szélesen kiterül. A ház 25-35 milliméter magas és 25-30 milliméter széles. Színe világos sárgásbarna. Az állat teste szürke, sötét foltokkal tarkított köpenye a ház vékony héján áttetszik.

## Életmódja
A fülcsiga álló- és folyó-, növényzettel dúsan benőtt vizek lakója. Brakkvízben is megél.

## Szaporodása
Mint valamennyi tüdőscsiga, a fülcsiga is hímnős. A párosodásban azonban többnyire egyneműen vesz részt, vagyis az egyik állat hímként, a másik nőstényként viselkedik.